# Finningesjön
Finningesjön är en sjö i Vingåkers kommun i Södermanland och ingår i Nyköpingsåns huvudavrinningsområde. Sjön har en area på 0,606 kvadratkilometer och ligger 61,2 meter över havet.

## Delavrinningsområde
Finningesjön ingår i det delavrinningsområde (654166-149225) som SMHI kallar för Utloppet av Ölångssjön. Medelhöjden är 80 meter över havet och ytan är 15,61 kvadratkilometer. Räknas de 8 avrinningsområdena uppströms in blir den ackumulerade arean 388,58 kvadratkilometer. Avrinningsområdets utflöde Nyköpingsån (Skräddartorpsån) mynnar i havet. Avrinningsområdet består mestadels av skog (74 procent). Avrinningsområdet har 1,74 kvadratkilometer vattenytor vilket ger det en sjöprocent på 11,2 procent.